# Daniel Kahneman
Daniel Kahneman (5. března 1934 Tel Aviv, mandátní Palestina – 27. března 2024) byl uznávaný izraelsko-americký psycholog, který působil na katedře psychologie Princetonské univerzity. Byl nositelem Nobelovy ceny za ekonomii z roku 2002 za přínos v oblasti integrování poznatků z psychologického výzkumu do ekonomických věd, a to zejména poznatků o lidském úsudku a rozhodování za nejistoty. V prvních letech se však věnoval výhradně tématům, která nemají s ekonomií nic společného. Šlo převážně o výzkum v oblasti psychofyziologie. Spolu s Amosem Tverskym poukázal na to, že model racionálního rozhodování formulovaného Morgesternem je potřebné považovat za normativní. Jako alternativu k němu nastolili deskriptivní teorii známou pod názvem prospektová teorie (prospect theory), která je založená na několika charakteristikách pozorovaných v praxi, které popírají racionalitu v rozhodování.
V roce 2015 byl uveden časopisem The Economist jako sedmý nejvlivnější ekonom na světě.

## Biografie

### Dětství
Daniel Kahneman se narodil v roce 1934 v Tel Avivu na území Britského mandátu Palestina, dětství poté strávil v Paříži, kam jeho rodina roku 1920 emigrovala z Litvy. I přesto, že si Francii oblíbili a měli zde spoustu přátel, nikdy se jako přistěhovalci necítili zcela v bezpečí. Po vypuknutí druhé světové války a následném obsazování Francie německými vojsky byla celá rodina po zbytek války neustále na útěku. Jeho otec zemřel v roce 1944, rodina si poté zažádala o povolení odstěhovat se za příbuznými do Britské mandátní Palestiny, povolení jim bylo uděleno v roce 1948, těsně před vytvořením státu Izrael.

### Vzdělání a kariéra
V mládí se rozhodl nastoupit do vojenské služby, v roce 1954 byl zařazen jako poručík a poté jako velitel čety přeložen jako psycholog izraelské armády. Mezi jeho hlavní povinnosti patřilo podílet se na výběru kandidátů do důstojnické školy a rovněž pro tento účel sestavovat sérii testů. Použil metody, které používala britská armáda ve druhé světové válce. Základní principy jeho metod používá izraelská armáda dodnes.
V roce 1954 také získal bakalářský titul se zaměřením na psychologii a matematiku na Hebrejské univerzitě v Jeruzalémě. V roce 1961 následoval doktorát v oboru psychologie na Kalifornské univerzitě v Berkeley, poté pracoval v Jeruzalémě jako lektor psychologie na Hebrejské univerzitě. V letech 1978–1986 působil jako profesor psychologie na Univerzitě Britské Kolumbie. Postupem času se stal docentem, později působil jako profesor psychologie a veřejných záležitostí na prestižní Princetonské univerzitě.
Zemřel 27. března 2024 ve věku 90 let.

## Prospektová teorie
Prospektová teorie je behaviorální ekonomická teorie, kterou Daniel Kahneman představil společně s Amosem Tverskym v článku „Prospect Theory: An Analysis of Decision under Risk“ (v překladu Prospektová teorie: Analýza rozhodování rizika), který byl uveřejněn časopisem Econometrica v roce 1979. Tato teorie vysvětluje princip systematické volby, kterou lidé nejčastěji dělají. Popisuje způsob přemýšlení o zisku a ztrátě, úspěchu a neúspěchu ne na základě objektivních pravděpodobnostních výpočtů, ale na chování běžných lidí, jakési subjektivní pravděpodobnosti. Kombinuje psychologické pohledy s ekonomickými a zavádí tzv. psychohodnotu. Tvoří ji tři kognitivní principy, které mají vliv na hodnocení finančních výsledků a jsou také součástí mnoha procesů vnímání, emocí a úsudků.
Tyto principy prospektovou teorii odlišují od modelu maximalizace očekávaného užitku. Každý z těchto principů sám o sobě představuje zajímavý postřeh, který může vysvětlit některé ekonomické jevy považované za anomálie. Mezi klíčové principy patří princip referenčního bodu, klesající citlivosti a princip averze ke ztrátě.

### Principy prospektové teorie
- Princip referenčního bodu – označení pro konkrétní hodnotu, s níž jsou výsledky jednotlivých porovnávaných alternativ srovnávány. Jedinec nehodnotí alternativy podle výsledků, nýbrž podle toho, jak se liší od referenčního bodu. Přirozeným referenčním bodem bývá zpravidla současný stav, kdy jedinec u každé alternativy hodnotí, jakou změnu přinese oproti současnému stavu.
- Princip klesající citlivosti – jedinec má tendenci přeceňovat možnost nastání velmi nepravděpodobných událostí, zatímco pro střední a vysoké pravděpodobnosti platí opak.
- Princip averze ke ztrátě – jde o zásadní podmínku v obecné teorii rozhodování, kdy lidé jsou mnohem více citliví na ztrátu, než přitahováni výhledem na výhru o stejné velikosti. Ztráty oproti referenčnímu bodu se tudíž zdají jedinci obvykle větší, než zisky stejného rozsahu.[6][7]

## Myšlení rychlé a pomalé
Ve své nejznámější knize Myšlení rychlé a pomalé rozděluje lidské myšlení do dvou samostatných systémů: Systém 1 a 2.

### Systém 1
Tento systém funguje automaticky a rychle, bez pocitu úmyslné kontroly, s velmi malým, nebo žádným úsilím. Je intuitivní, proto jej nelze vypnout a jeho hlavní složkou je asociativní paměť, díky které tento systém neustále kontroluje vše, co se kolem nás děje a následně atribuuje a vytváří logické interpretace těchto jevů.

### Systém 2
Druhý systém je pomalý a analytický, přikládá pozornost vědomým duševním činnostem, které pocit kontroly vyžadují. Také často racionalizuje a vysvětluje mnohdy iracionální rozhodnutí, která provedl první systém.
Pro Kahnemana je zásadní vysvětlit funkci především Systému 1. Ačkoli můžeme Systém 2 považovat za něco, s čím se můžeme ztotožnit – je to naše vědomí, rozhodování a rozum, náročnější je studium Systému 1, který automaticky a nevědomky generuje naše myšlenky. Ty jsou pak různým způsobem filtrovány a kontrolovány Systémem 2.

## Ocenění
- The Hilgard Award for Career Contributions to General Psychology (1995)
- The Warren Medal of the Society of Experimental Psychologists (1995)
- The Nobel Memorial Prize in Economic (2002)
- The Lifetime Contribution Award of the American Psychological Association (2007)
- Los Angeles Times Book Prize (2011)